# Panamerikanische Spiele 2023/Surfen
Bei den Panamerikanischen Spielen 2023 in der chilenischen Hauptstadt Santiago de Chile fanden vom 24. bis 30. Oktober 2023 im Surfen acht Wettbewerbe statt, davon je vier bei den Männern und bei den Frauen. Jeweils zwei Wettbewerbe wurden auf dem Shortboard bzw. Longboard sowie im Stand-Up-Paddling (SUP) ausgetragen. Austragungsort war Punta de Lobos.
Die beiden Sieger der Shortboard-Wettbewerbe qualifizierten sich für die Olympischen Sommerspiele 2024 in Paris. Da Tatiana Weston-Webb sich bereits über einen anderen Wettbewerb qualifiziert hatte, qualifizierte sich die zweitplatzierte Sanoa Olin für die Spiele.

## Bilanz

### Medaillenspiegel
| Platz  | Land               | Gold | Silber | Bronze | Gesamt |
| ------ | ------------------ | ---- | ------ | ------ | ------ |
| 1      | Peru               | 3    | 1      | 2      | 6      |
| 2      | Vereinigte Staaten | 3    | —      | —      | 3      |
| 3      | Brasilien          | 1    | 3      | 1      | 5      |
| 4      | Kolumbien          | 1    | —      | —      | 1      |
| 5      | Costa Rica         | —    | 1      | 2      | 3      |
| 6      | Kanada             | —    | 1      | 1      | 2      |
| 7      | Chile              | —    | 1      | —      | 1      |
| 7      | Venezuela          | —    | 1      | —      | 1      |
| 9      | Argentinien        | —    | —      | 1      | 1      |
| 9      | Puerto Rico        | —    | —      | 1      | 1      |
| Gesamt | Gesamt             | 8    | 8      | 8      | 24     |

### Medaillengewinner
Männer
| Disziplin  | Gold            | Silber             | Bronze             |
| ---------- | --------------- | ------------------ | ------------------ |
| Shortboard | Lucca Mesinas   | Francisco Bellorín | Miguel Tudela      |
| SUP Surf   | Zane Schweitzer | Luiz Diniz         | Finn Spencer       |
| SUP Race   | Connor Baxter   | Itzel Delgado      | Santino Basaldella |
| Longboard  | Benoit Clemente | Rafael Cortéz      | Carlos Bahia       |

Frauen
| Disziplin  | Gold                 | Silber            | Bronze             |
| ---------- | -------------------- | ----------------- | ------------------ |
| Shortboard | Tatiana Weston-Webb  | Sanoa Olin        | Leilani McGonagle  |
| SUP Surf   | Isabela Brady        | Aline Adisaka     | Vania Torres       |
| SUP Race   | Candice Appleby      | Jennifer Kalmbach | Mariecarmen Rivera |
| Longboard  | María Fernanda Reyes | Chloé Calmon      | Lia Reyes Dias     |